# Grålila vaxskivling
Grålila vaxskivling (Hygrocybe lacmus) är en svampart som först beskrevs av Heinrich Christian Friedrich Schumacher, och fick sitt nu gällande namn av P.D. Orton & Watling 1969. Grålila vaxskivling ingår i släktet Hygrocybe och familjen Hygrophoraceae.  Arten är reproducerande i Sverige. Inga underarter finns listade i Catalogue of Life.